# Mccarthyisme

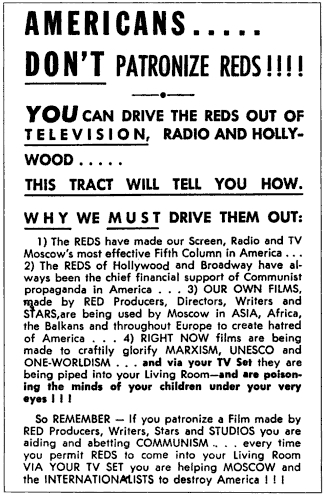
Anticommunistisch pamflet

Mccarthyisme was een periode van anticommunistische verdachtmakingen in de Verenigde Staten tijdens de jaren 1950. De benaming is afgeleid van de senator Joseph McCarthy, een republikeinse politicus uit Wisconsin.

## Tweede Rode Schrik
De periode van het mccarthyisme wordt ook weleens de tweede Rode schrik (Red Scare) genoemd. Het is een periode van verhoogde angst en schrik aanjagen voor communistische invloeden in Amerikaanse instellingen. Spionage door Sovjet-agenten, het succes van de communisten in de Chinese Burgeroorlog (1949) en de Koreaanse Oorlog (1950-1953) waren de aanleiding voor het mccarthyisme.
Gedurende deze periode werden mensen van verschillende rangen en standen, meestal werkzaam in de filmindustrie, staatsinstellingen of het onderwijs ervan beschuldigd communist te zijn of te sympathiseren met het communistische gedachtegoed. Ze werden slachtoffer van agressieve onderzoekstechnieken en ondervragingen, door allerhande regerings- of particuliere panels, comités en organisaties. Verdachtmakingen werden vaak als waarheden aangenomen ondanks een gebrek aan bewijs. De mate van verdachtmaking hing af van de echte of veronderstelde linkse associaties of het geloof van de persoon, en werd vaak overdreven. Velen raakten door de beschuldigingen hun werk kwijt, zodat hun carrière werd verwoest, en sommigen werden zelfs gevangengezet. De meeste van deze straffen waren de uitkomst van een proces en een gerechtelijke uitspraak, die later ongedaan gemaakt werden vanwege hun ongrondwettelijkheid.

## Achtergrond
De historische periode van het mccarthyisme begon nog voor McCarthy er zijn aandeel in had. Er zijn veel factoren die bijgedragen kunnen hebben aan het mccarthyisme. Sommige gaan zelfs terug tot de eerste Rode Schrik (1917-1920). Dankzij de oprichting van vakbonden en het vroege verzet tegen het fascisme groeide de Communistische Partij van de Verenigde Staten gedurende de jaren 1930, met een piek van 50.000 leden in 1942. De Verenigde Staten waren verwikkeld in de Tweede Wereldoorlog en zochten de Sovjet-Unie als bondgenoot. De kritiek die de Verenigde Staten hadden op het communisme werd gedurende die tijd stilgehouden. 

### Koude Oorlog met de Sovjet-Unie
Na het einde van de oorlog begon de Koude Oorlog. De communisten installeerden repressieve vazalstaten in heel Centraal- en Oost-Europa. De spanningen liepen hoog op toen de Sovjet-Unie in 1948 de doorgang naar West-Berlijn blokkeerde.
De gebeurtenissen van 1949-1950 verhevigden de angst voor de communistische dreiging in de Verenigde Staten. De Sovjet-Unie experimenteerde en vervaardigde een atoombom in 1949, veel sneller dan vele analisten hadden verwacht.

### China en Korea
In 1950 kreeg het leger van Mao Zedong de macht over het vasteland van China en Hainan na een 23-jarige burgeroorlog en vestigde de Volksrepubliek China. Daarna begon vrij snel het bloederige neerslaan en verwijderen van de overblijvende pro-Amerikaanse invloeden op het Chinese vasteland die niet waren gesneuveld tijdens de Chinese burgeroorlog, ondanks grote financiële steun aan de Chinese oppositie (de Kwomintang) door de Verenigde Staten. In 1950 begon de driejarige Koreaanse Oorlog waarbij de Verenigde Staten en Zuid-Korea vochten tegen Noord-Korea en Volksrepubliek China.

### Spionage
1950 was ook een jaar met veel spionage tegen de VS, voornamelijk door de Sovjet-Unie.  In januari 1950 werd Alger Hiss, een hoge functionaris van het State Department, veroordeeld wegens meineed. Hij werd schuldig bevonden aan spionage en hoewel deze misdaad verjaard was, werd hij veroordeeld voor meineed omdat hij blijkbaar gelogen had en de tenlastelegging ontkende in eerdere verklaringen aan het House Committee on Un-American Activities. In het Verenigd Koninkrijk bekende Klaus Fuchs het plegen van spionage in opdracht van de Sovjet-Unie gedurende zijn werkzaamheden in het Manhattan Project te Los Alamos gedurende de oorlog. Julius en Ethel Rosenberg werden gearresteerd op beschuldiging dat ze atoomgeheimen gestolen hadden voor de Sovjet-Unie. Zij werden later terechtgesteld.

### Verzet tegen de New Deal
Er waren ook subtielere invloeden die het mccarthyisme aanmoedigden. Het was lange tijd de gewoonte van conservatieve politici liberale wetten tegen kinderarbeid, vrouwenrechten en desegregatie te bestempelen als communistisch en er rode complotten achter te zien. Dit was ook het geval toen president Roosevelt met een nieuw beleid kwam, zijn New Deal. Vele conservatieven zagen de New Deal als socialisme of communisme en beschouwden de New Deal als het ultieme bewijs dat de regering zwaar beïnvloed werd door communisten onder de raadgevers van Roosevelt. Meestal namen anticommunistische politici eerder vermeende gevaarlijke communistische beïnvloeding op de korrel dan bijvoorbeeld spionage.

## Senator Joseph McCarthy

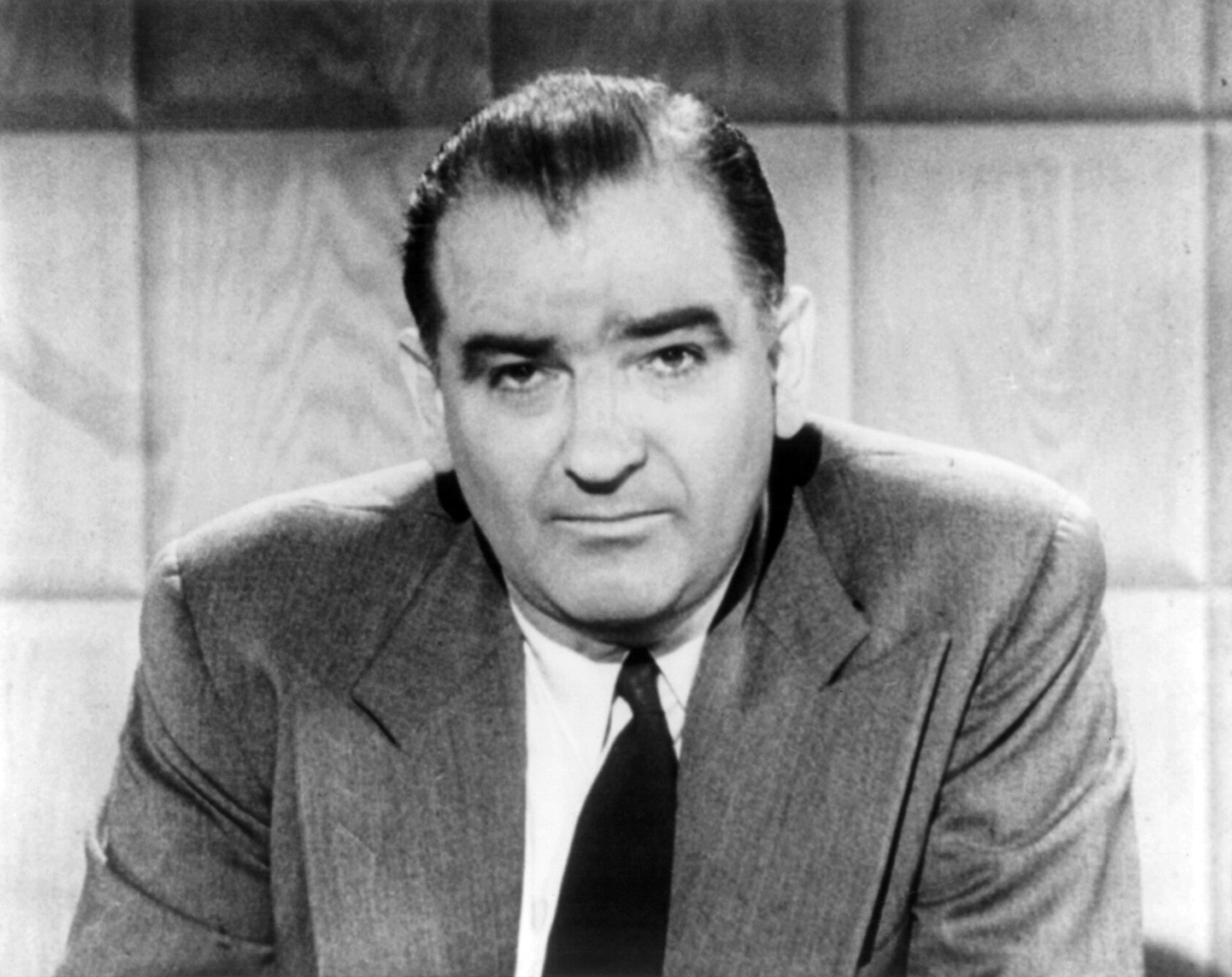
Senator Joseph McCarthy

Joseph McCarthy's invloed op het fenomeen dat zijn naam zou dragen begon met een redevoering die hij hield op 9 februari 1950 op een republikeinse bijeenkomst van een vrouwenvereniging in Wheeling in West Virginia. Hij toonde een lijst met zogenaamd alle namen van bekende communisten, die voor het State Department werkten en uitte de beschuldiging dat de minister van Buitenlandse Zaken Dean Acheson daarvan op de hoogte was. McCarthy zei: 
I have here in my hand a list of 205 people that were known to the Secretary of State, as being members of the Communist Party, and who, nevertheless, are still working and shaping the policy of the State Department (vertaling: Ik heb in mijn hand een lijst van 205 mensen die bekendstaan bij de minister als leden van de Communistische Partij en desondanks nog steeds werkzaam zijn bij, en vormgeven aan, het ministerie van Buitenlandse Zaken).
Deze redevoering leidde tot een enorme golf van mediabelangstelling voor McCarthy en zette hem op het pad dat de rest van zijn carrière en leven zou bepalen. Aanvankelijk bleef McCarthy vaag als hem naar details werd gevraagd en het precieze getal van communistische infiltranten varieerde van dag tot dag. Vanwege de vrij ernstige beschuldigingen stelde de Senaat toch een commissie samen om McCarthy's beweringen te onderzoeken. Na enkele weken bracht de commissie een rapport uit waarin gesteld werd dat McCarthy's beschuldigingen volkomen onzinnig waren. Onder normale omstandigheden zou het daarbij gebleven zijn, maar door de Koreaanse aanval in juli 1950 kreeg McCarthy een tweede kans om zijn paranoïde theorie over communistische spionnen aan te kaarten. Hij kreeg plotseling van alle kanten bijval en financiële steun voor zijn kruisvaart tegen het rode gevaar. 
Het woord mccarthyisme verscheen voor het eerst in druk in een politieke cartoon van Herbert Block in de Washington Post op 29 maart 1950. Hij tekende vier leidende republikeinen die een olifant (het symbool van de Republikeinse Partij) opduwen om hem op een stapel van tien emmers met pek te krijgen, met een bol erbovenop waar McCarthyism op stond.

## Organisaties tijdens het mccarthyisme
Er waren vele anticommunistische comités, panels en onderzoeksbureaus op federaal, deelstaat- en lokaal niveau. Maar ook veel particuliere instanties deden onderzoek op verzoek van bedrijven die bezorgd waren over mogelijke communisten onder hun werknemers.

### Loyaliteitsrapportage onder Truman
Op het federale vlak begon president Truman in 1947 een programma van rapportage omtrent de loyaliteit van zijn federale ambtenaren. Als er enige grond voor een vermoeden was dat de werknemer niet loyaal was aan de Amerikaanse regering werd deze ontslagen. Truman, een democraat, probeerde zo de republikeinse opmars bij de verkiezingen voor het Congres van 1946 te stuiten en tegemoet te komen aan de groeiende kritiek van de conservatieven en de anticommunisten. Soortgelijke loyaliteitsrapporten vonden ingang bij gemeentelijke en provinciale besturen en bedrijven in de hele VS.

### Eisenhower
Toen Eisenhower in 1953 president van de Verenigde Staten werd, breidde hij de loyaliteitsrapportage van Truman uit. Hij zorgde ervoor dat werknemers minder mogelijkheden hadden om tegen hun ontslag in te gaan bij een negatief rapport. Herman Bingham, die in The Civil Service Commission Loyalty Review Board zat verklaarde later dat hij gedwongen werd om de nieuwe regels toe te passen als just not the American way to do things. In 1958 werd uitgerekend dat ongeveer één op de vijf werknemers in de Verenigde Staten het slachtoffer werd van de loyaliteitsrapportage.
De Attorney General (openbare aanklager) begon een lijst op te stellen van subversieve organisaties sinds 1942. De lijst werd publiek bekend in 1948 en bevatte toen 78 organisaties. Op zijn hoogtepunt bevatte de lijst 154 organisaties, waarvan 110 communistisch genoemd werden. Lidmaatschap van een van die organisaties riep vragen op. Een van de meest voorkomende redenen van een vermoeden van communisme was het lidmaatschap van de Washington Bookshop Association, een linksige organisatie die lectuur uitleende, boekbesprekingen hield, korting gaf op boeken en gelegenheid bood om naar klassieke muziek te luisteren.
In het Congres werden verscheidene onderzoeken bevolen naar communistische activiteiten. De beruchtste onderzoekorganen waren de House Committee on Un-American Activities, de Senate Internal Security Subcommittee en de Senate Permanent Subcommittee on Investigations. Tussen 1949 en 1954 werden er 109 onderzoeken door onderzoekscomités in opdracht van het Congres uitgevoerd.

### House Committee on Un-American Activities
Het House Committee on Un-American Activities was de meest prominente officiële organisatie die betrokken was bij het onderzoek naar communistische activiteiten. Opgericht in 1938 stond het bekend als de Dies Committee, omdat de commissie tot 1944 werd voorgezeten door Martin Dies. De HUAC onderzocht een grote verscheidenheid aan activiteiten, onder andere van Duits-Amerikaanse nazi's tijdens de Tweede Wereldoorlog. De Committee concentreerde zich nadien op het communisme en begon met een onderzoek naar communisten in het Federal Theatre Project in 1939. De HUAC werd vooral bekend met zijn onderzoek naar de filmindustrie in Hollywood. In oktober 1947 begon de HUAC filmacteurs, regisseurs en scriptschrijvers te dagvaarden om te getuigen over communistische opvattingen van henzelf en hun kennissen.
De hamvraag was:
Are you now or have you ever been a member of the Communist Party in The United States? (vertaling: Bent u nu lid of bent u ooit lid geweest van de Communistische Partij in de Verenigde Staten?).
Tussen de eersten die gedagvaard werden, waren er tien die weigerden mee te werken en bekend werden als de Hollywood Tien. Zij beriepen zich op The First Amendment van de Amerikaanse Grondwet dat de vrijheid van mening garandeert en het mogelijk maakte om de vragen van het comité niet te beantwoorden. Deze tactiek mislukte en de Tien werden veroordeeld tot een gevangenisstraf wegens minachting van het Congres. Twee van de Tien werden veroordeeld tot zes maanden, de rest tot een jaar opsluiting. Later beriepen getuigen die vastberaden waren om niet mee te werken met het comité zich op het vijfde amendement. Dat zorgt ervoor dat een getuige zichzelf niet hoeft te beschuldigen. Dit beroep beschermde hen wel tegen de beschuldiging van minachting van het Congres, maar werd verworpen door verscheidene overheidsorganisaties en particuliere bedrijven die hun werknemers toch ontsloegen.
De wettelijke vereisten om door het vijfde amendement beschermd te worden, betekenden dat een getuige niet zowel kon afzien van een verklaring over de eigen contacten met de Communistische Partij, als het ook weigeren om namen te noemen van collega's met communistische contacten. Zo werden velen voor het dilemma gesteld om ofwel door de modder te kruipen en een informant te worden, zoals acteur Larry Parks het noemde, of bekend te worden als een vijfde-amendement-communist, een benaming die Joseph McCarthy vaak gebruikte.

## Slachtoffers van het mccarthyisme
- Nelson Algren, schrijver
- Bertolt Brecht, dramaturg, dichter, criticus
- Leonard Bernstein, componist, pianist, dirigent
- Luis Buñuel, filmregisseur
- Charlie Chaplin, acteur, filmregisseur
- Aaron Copland, componist
- Bartley Crum, advocaat. Hij werd op de zwarte lijst gezet vanwege zijn beroep en pleegde zelfmoord in 1959
- Jules Dassin, filmregisseur
- W.E.B. DuBois, activist, auteur
- Albert Einstein, winnaar van de Nobelprijs voor Natuurkunde, filosoof, wiskundige, activist
- Hanns Eisler, componist
- Howard Fast, auteur
- Lion Feuchtwanger, romancier, dichter, dramaturg, criticus
- John Garfield, acteur
- Allen Ginsberg, beat-dichter
- Lee Grant, actrice
- Dashiell Hammett, auteur
- Lillian Hellman, toneelschrijfster, scenariste
- John Hubley, animator
- Langston Hughes, auteur
- Marsha Hunt, actrice
- Sam Jaffe, acteur
- Danny Kaye, acteur, zanger
- Otto Klemperer, dirigent, componist
- Gypsy Rose Lee, actrice
- Philip Loeb, acteur. Hij werd op de zwarte lijst gezet. Werkloos geworden pleegde hij zelfmoord in 1955
- Joseph Losey, regisseur
- Thomas Mann, romancier, essayist, winnaar van de Nobelprijs voor Literatuur
- Burgess Meredith, acteur
- Arthur Miller, toneelschrijver, essayist
- Dimitri Mitropoulos, dirigent, pianist, componist
- Zero Mostel, acteur
- Joseph Needham, sinoloog, wetenschapshistoricus
- Clifford Odets, auteur
- Robert Oppenheimer, natuurkundige
- Linus Pauling, scheikundige, winnaar van twee Nobelprijzen
- Leo Penn, acteur, regisseur
- Paul Robeson, acteur, atleet, zanger, auteur, activist
- Edward G. Robinson, acteur
- Waldo Salt, auteur
- Jean Seberg, actrice
- Pete Seeger, folkzanger
- Artie Shaw, jazzmuzikant
- Howard Da Silva, acteur
- Dirk Jan Struik, wiskundige, wetenschapshistoricus
- Paul Sweezy, econoom, stichter-redacteur van Monthly Review
- Dalton Trumbo, schrijver, scenarist van onder meer Roman Holiday
- Tsien Hsue-shen, natuurkundige
- Orson Welles, acteur, auteur, regisseur

## Reacties
De natie stond niet als een blok achter de activiteiten en de manier van werken die later bekend zou staan als mccarthyisme. Er waren velen die kritiek leverden op de verschillende aspecten van het mccarthyisme onder wie vele figuren die niet als liberal bekendstonden.
- In zijn veto van de McCarren International Security Act in 1950 schreef president Truman:

In a free country, we punish men for the crimes they commit, but never for the opinions they have (vertaling: In een vrij land straffen we mensen voor de misdaden die ze gepleegd hebben, maar nooit voor de meningen die ze hebben).
Trumans veto van de Taft-Hartley Act mislukte. De wet beperkt de macht van de vakbond en verbiedt de vakbonden om actieve vakbondsleden te beschermen en verkiezingen te houden, tenzij de kandidaten een document tekenen waarin ze verklaren dat ze niet communistisch zijn en dit ook nooit zullen worden.
- Op 1 juli 1950 hield senator Margreth Chase Smith, een republikein uit Maine, een redevoering in de senaat die ze  Declaration of Conscience noemde. Dit was een duidelijke aanval op het mccarthyisme. Ze riep op om een einde te maken aan de karaktermoorden en noemde als basisprincipes van Amerika: het recht om kritiek te uiten, het recht om er onpopulaire ideeën op na te houden, het recht om te protesteren en het recht van individueel denken. Zo zei ze dat de vrijheid van meningsuiting in Amerika verloren was gegaan. Ze kreeg de steun van zes senatoren, die de tactieken van het mccarthyisme veroordeelden, te weten Wayne Morse, Irving M. Ives, Charles Tobey, Edward John Thye, George Aiken en Robert Hendrickson.

- Elmer Davis was een gerespecteerde oorlogsjournalist, die regelmatig zijn afkeuring uitsprak over wat hij noemde de excessen van het mccarthyisme. Hij wees lokale anticommunistische bewegingen erop dat ze een aanval uitvoerden niet alleen op scholen, bibliotheken, leraren en schoolboeken, maar ook op alle denkende en schrijvende mensen, kortom een aanval op de gedachtenvrijheid.
- Arthur Miller gebruikte in zijn The Crucible de Heksenprocessen van Salem als een metafoor voor het mccarthyisme. Hij suggereerde dat vervolgingen als tijdens het mccarthyisme overal en altijd kunnen gebeuren. Het stuk legde de nadruk op het feit dat men als men eenmaal beschuldigd is bijna nooit verschoning kan krijgen, omdat de rechtbanken en de publieke opinie irrationeel en circulair denken. Miller zou later schrijven:

The more I read into the Salem panic, the more it touched off corresponding images of common experience in the fifties (vertaling: Hoe meer ik lees over de paniek in Salem, des te meer mij de overeenkomsten met de jaren 1950 opvallen).

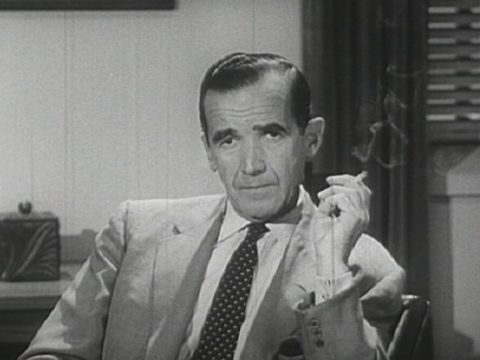
De journalist Edward R. Murrow

- Joseph McCarthy kwam steeds meer in opspraak gedurende de jaren 1950. Op 9 maart 1954 zond CBS een kritisch rapport over Joseph McCarthy van verslaggever Edward R. Murrow uit. De reportage gebruikte fragmenten van McCarthy zelf waaruit bleek dat hij oneerlijk was in zijn redevoeringen en getuigen agressief benaderde. In april van datzelfde jaar begonnen de Army-McCarthy Hearings die live op televisie werden uitgezonden. Dit gebeurde om publiek en pers te tonen welke ongebruikelijke technieken McCarthy toepaste bij zijn ondervraging van getuigen.

## Afbrokkeling van het mccarthyisme
In de late jaren 1950 verzwakten de organisaties van het mccarthyisme door veranderde opvattingen in de VS. Een sleutelfiguur bij het einde van de zwarte lijsten was John Henry Faulk. Hij was presentator van een komedieshow op de radio en een linkse activist in zijn vakbond. Hij werd zwartgemaakt door Aware, een van de bedrijven die personen onderzocht op een gebrek aan loyaliteit vanwege het communisme. Gebrandmerkt als communist werd hij ontslagen bij CBS Radio. Maar als vrijwel de enige onder de slachtoffers op de zwarte lijst begon Faulk een gerechtelijk proces tegen Aware in 1957. Hij won de rechtszaak uiteindelijk in 1962. Door deze gerechtelijke uitspraak werden de zwarte lijsten onwettig verklaard. Informeel ging het opstellen van zwarte lijsten nog enige tijd door, maar de organisaties die ze opstelden verdwenen.